# São Paulo FC Feminino
São Paulo FC Feminino – brazylijski klub piłki nożnej kobiet, mający siedzibę w mieście São Paulo, na południu kraju. Jest sekcją piłki nożnej kobiet w klubie São Paulo FC.

## Historia
Chronologia nazw:
- 1997: São Paulo FC Feminino
- 2000: sekcja rozwiązana
- 2017: São Paulo FC Feminino

Sekcja piłki nożnej kobiet São Paulo FC została założona w miejscowości São Paulo w 1997 roku. W swoim pierwszym sezonie zespół wygrał wszystkie turnieje, w których brał udział, w tym mistrzostwo stanu Paulista i Puchar Brazylii. W 2000 roku ze względów finansowych rozwiązano kobiecą drużynę. Po próbach wznowienia zespołu w 2001, 2005 i 2015, wreszcie w 2017 roku we współpracy z klubem AD Centro Olímpico sekcja kobieca ponownie zaczęła funkcjonować (Brazylijski Związek Piłki Nożnej zmusza kluby do posiadania sekcji kobiecej od sezonu 2019, w przeciwnym razie klub męski nie może rywalizować w Copa Libertadores).
W 2019 roku klub zapowiedział powrót do rozgrywek krajowych podpisując kontrakt z międzynarodową napastniczką Cristiane i po zakończeniu sezonu zdobył tytuł mistrza drugiej ligi w Série A2. W debiutowym sezonie 2020 w Campeonato Brasileiro de Futebol Feminino – Série A1 zajął trzecie miejsce.

## Barwy klubowe, strój
|  |  |  |

Klub ma barwy czerwono-biało-czarne. Zawodnicy domowe spotkania zazwyczaj grają w białych koszulkach z dwoma poziomymi pasami o kolorze czerwonym i czarnym na piersi, białych spodenkach oraz białych getrach.

## Sukcesy

### Trofea międzynarodowe
Nie uczestniczył w rozgrywkach międzynarodowych (stan na 31-05-2020).

### Trofea krajowe
| \| \| Zdobyte trofea w rozgrywkach Brazylii (stan na: 31-05-2020) \| |                                                             |      |          |
| Rozgrywki                                                            | Osiągnięcie                                                 | Razy | Sezon(y) |
| Mistrzostwo                                                          | I miejsce                                                   | 0    |          |
| Mistrzostwo                                                          | II miejsce                                                  | 0    |          |
| Mistrzostwo                                                          | III miejsce                                                 | 1    | 2020     |
| Puchar                                                               | zdobywca                                                    | 1    | 1997     |
| Puchar                                                               | finalista                                                   | 0    |          |
| II liga                                                              | I miejsce                                                   | 1    | 2019     |
| II liga                                                              | II miejsce                                                  | 0    |          |
| II liga                                                              | III miejsce                                                 | 0    |          |
| Brazylia                                                             | Zdobyte trofea w rozgrywkach Brazylii (stan na: 31-05-2020) |      |          |

- Campeonato Paulista de Futebol Feminino:
  - mistrz (2x): 1997, 1999
  - wicemistrz (2x): 2015, 2019

## Struktura klubu

### Stadion
Klub piłkarski rozgrywa swoje mecze domowe na Morumbi w São Paulo o pojemności 67 052 widzów.

## Kibice i rywalizacja z innymi klubami

### Derby
- Santos FC Feminino (San-São)
- São José EC Feminino
- SC Corinthians Paulista Feminino (Majestoso)
- Associação Ferroviária de Esportes Feminino
- Foz Cataratas FC
- EC Iranduba da Amazônia
- SE Palmeiras Feminino (Choque Rainha)
- Associação Portuguesa de Desportos Feminino
- AAD Vitória das Tabocas Feminino